# Krakóws getto
Krakóws getto var ett av de större judiska getton som upprättades av Nazityskland i Generalguvernementet (sydöstra Polen) under andra världskriget. Gettot som hade omkring 20 000 invånare existerade i två år, från mars 1941 till mars 1943. 

## Historik
När tyskarna i september 1939 hade invaderat Polen påbörjade de genast arbetet med att föra ihop och isolera den judiska befolkningen i getton. Detta var ett led i "avjudifieringen" (ty:Entjudung) av Tyska riket och en tillfällig lösning fram till att den slutgiltiga skulle verkställas.
Kraków hade vid tiden för tyskarnas invasion omkring 60 000 judiska invånare. 45 000 av dessa tvångsförflyttades till andra polska städer, de resterande 15 000 samt 6 000 som kom från kringliggande byar placerades i Krakóws nybildade Jüdischen Wohnsiedlung (sv:judiskt bostadsområde = getto).
Gettot förlade tyskarna inte i de äldre judiska Kazimierz-kvarteren utan i stadsdelen Podgorze, på södra sidan av floden Wisła, som också hade en del judiska invånare. Drygt 20 000 personer pressades in på ett område byggt för 3 000. I genomsnitt bodde det fyra familjer i en lägenhet.
Den första deportationerna – till förintelselägret Bełżec – inleddes den 13 maj 1942. Nästa deportationsvåg kom i november. I december delades getto upp i två delar: ”A” för dem som arbetade, ”B” för dem som inte arbetade. Tre månader senare, i mars 1943, stängdes getto ”A” och invånarna deporterades till arbetslägret Płaszów som låg strax utanför Kraków. Därefter stängdes även getto ”B”. Stängningen, eller likvideringen, av getto "A" och "B" skedde under judiskt motstånd som ledde till gatustrider. De som överlevde striderna sändes av nazisterna till Auschwitz-Birkenau.

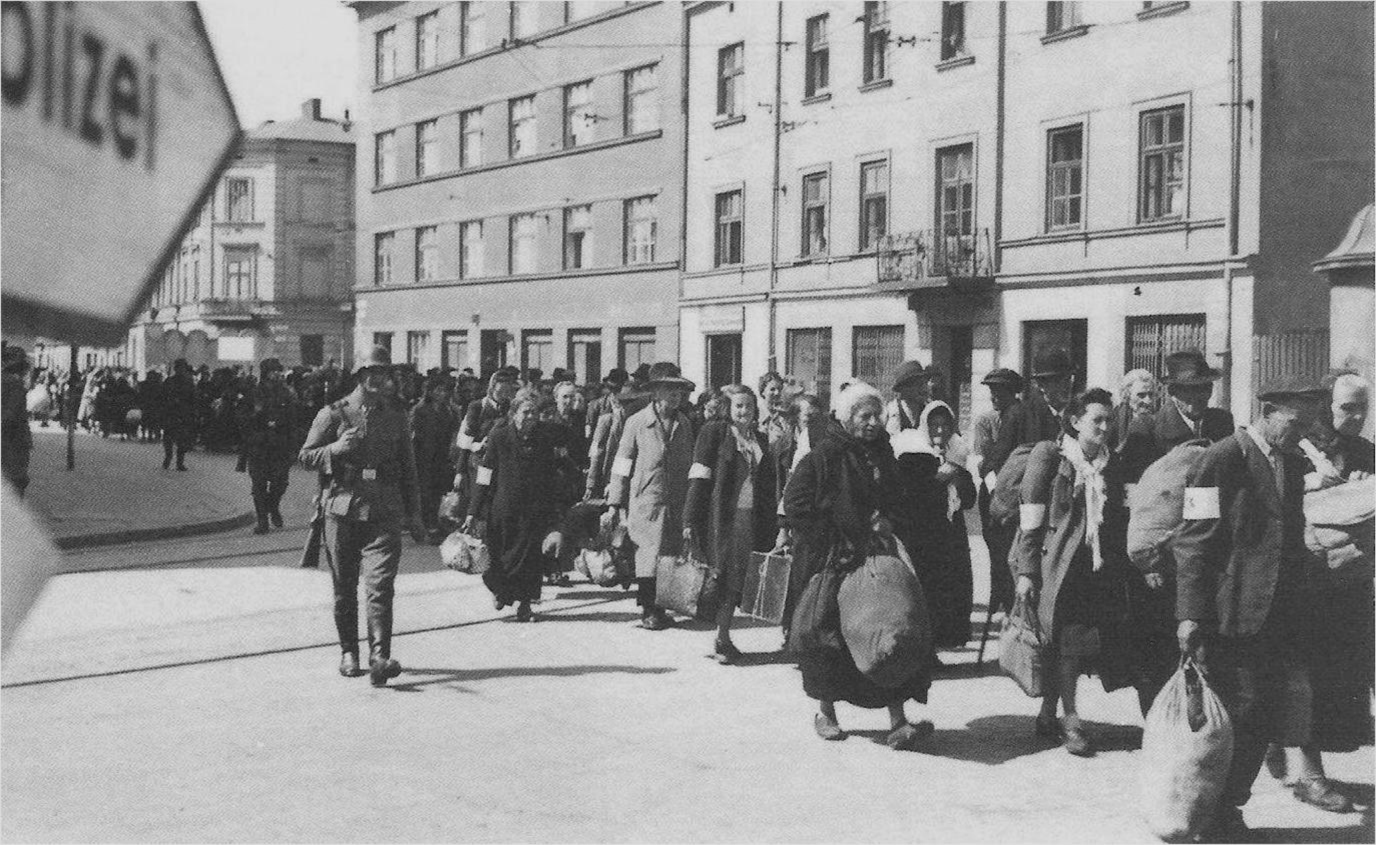
Judar deporteras från gettot, 1943.

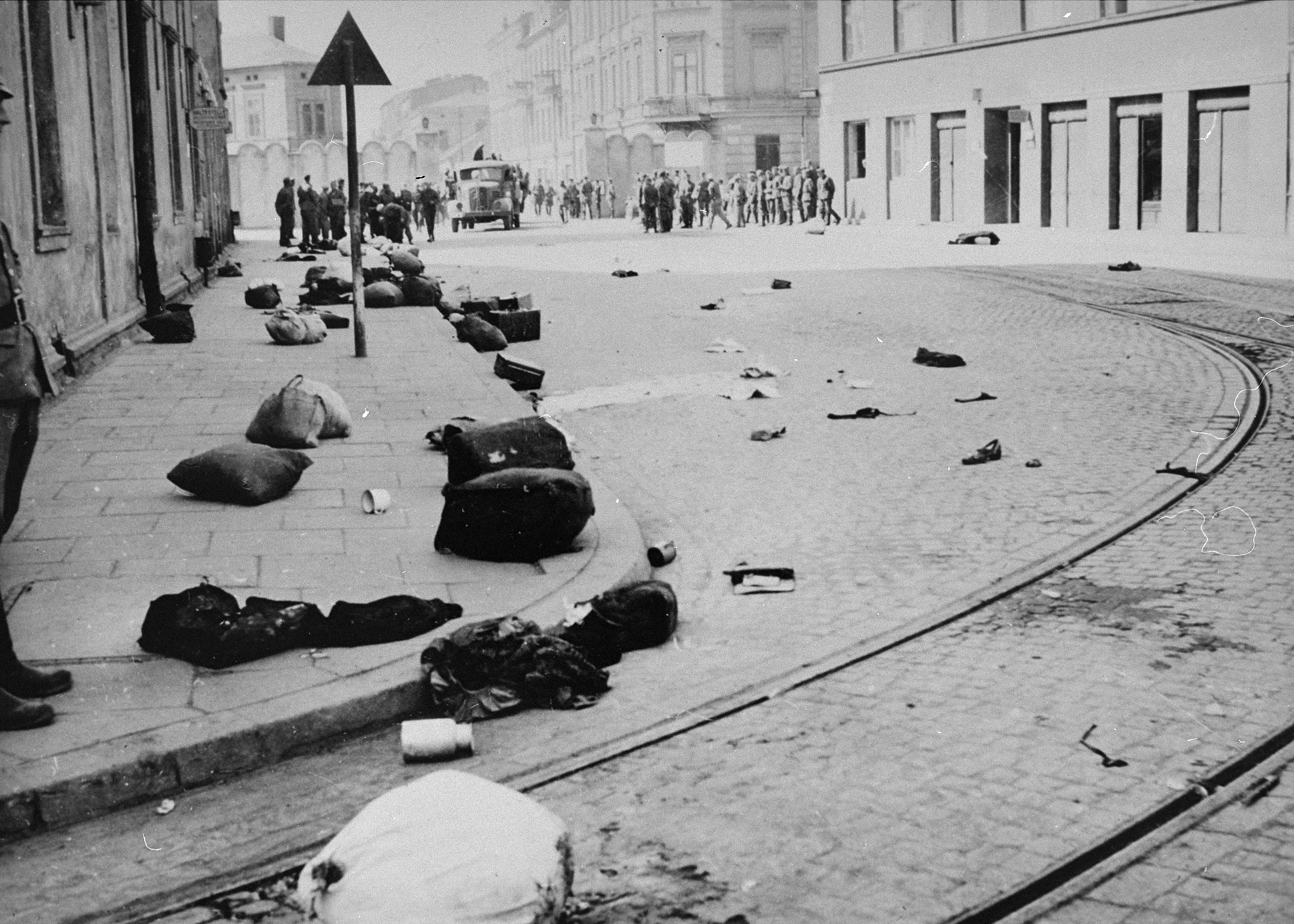
Säckar, väskor och kläder på en gata i Kraków efter deporteringen i mars 1943.